# Еловка (платформа)
Ело́вка — остановочный пункт Восточно-Сибирской железной дороги на Транссибирской магистрали (5536 километр).
Расположен в Кабанском районе Республики Бурятия в 400 метрах к востоку от железнодорожного моста через речку Еловку, в 250 метрах к югу от федеральной автомагистрали «Байкал», в 5 км к западу от села Тимлюй. В 0,5 км к западу от остановочного пункта находятся дачные товарищества «Цементник», «Багульник» и др.

## Пригородные электрички
| № поезда | Маршрут движения   | № поезда | Маршрут движения   |
| -------- | ------------------ | -------- | ------------------ |
| 6631     | Улан-Удэ — Мысовая | 6632     | Мысовая — Улан-Удэ |
| 6637     | Улан-Удэ — Мысовая | 6638     | Мысовая — Улан-Удэ |